# Périgueux (quận)
Quận Périgueux là một quận của Pháp, nằm ở tỉnh Dordogne, trong vùng Nouvelle-Aquitaine. Quận này có 18 tổng và 196 xã.

## Các đơn vị hành chính

### Các tổng
Các tổng của quận Périgueux là: 
1. Brantôme
2. Excideuil
3. Hautefort
4. Montagrier
5. Montpon-Ménestérol
6. Mussidan
7. Neuvic
8. Périgueux-Centre
9. Périgueux-Nord-Est
10. Périgueux-Ouest
11. Ribérac
12. Saint-Astier
13. Saint-Aulaye
14. Saint-Pierre-de-Chignac
15. Savignac-les-Églises
16. Thenon
17. Vergt
18. Verteillac

### Các xã
Các xã của quận Périgueux, và mã INSEE là: 
| 1. Agonac (24002)                        | 2. Ajat (24004)                          | 3. Allemans (24007)                    | 4. Anlhiac (24009)                          |
| 5. Annesse-et-Beaulieu (24010)           | 6. Antonne-et-Trigonant (24011)          | 7. Atur (24013)                        | 8. Azerat (24019)                           |
| 9. Badefols-d'Ans (24021)                | 10. Bars (24025)                         | 11. Bassillac (24026)                  | 12. Beaupouyet (24029)                      |
| 13. Beauronne (24032)                    | 14. Bertric-Burée (24038)                | 15. Biras (24042)                      | 16. Blis-et-Born (24044)                    |
| 17. Boisseuilh (24046)                   | 18. Boulazac (24053)                     | 19. Bourdeilles (24055)                | 20. Bourg-des-Maisons (24057)               |
| 21. Bourg-du-Bost (24058)                | 22. Bourgnac (24059)                     | 23. Bourrou (24061)                    | 24. Bouteilles-Saint-Sébastien (24062)      |
| 25. Brantôme (24064)                     | 26. Breuilh (24065)                      | 27. Brouchaud (24066)                  | 28. Bussac (24069)                          |
| 29. Celles (24090)                       | 30. Cendrieux (24092)                    | 31. Cercles (24093)                    | 32. Chalagnac (24094)                       |
| 33. Champagne-et-Fontaine (24097)        | 34. Champcevinel (24098)                 | 35. Chancelade (24102)                 | 36. Chantérac (24104)                       |
| 37. Chapdeuil (24105)                    | 38. Chassaignes (24114)                  | 39. Chenaud (24118)                    | 40. Cherval (24119)                         |
| 41. Cherveix-Cubas (24120)               | 42. Chourgnac (24121)                    | 43. Château-l'Évêque (24115)           | 44. Clermont-d'Excideuil (24124)            |
| 45. Comberanche-et-Épeluche (24128)      | 46. Cornille (24135)                     | 47. Coubjours (24136)                  | 48. Coulaures (24137)                       |
| 49. Coulounieix-Chamiers (24138)         | 50. Coursac (24139)                      | 51. Coutures (24141)                   | 52. Creyssac (24144)                        |
| 53. Creyssensac-et-Pissot (24146)        | 54. Cubjac (24147)                       | 55. Douchapt (24154)                   | 56. Douzillac (24157)                       |
| 57. Escoire (24162)                      | 58. Excideuil (24164)                    | 59. Eygurande-et-Gardedeuil (24165)    | 60. Eyliac (24166)                          |
| 61. Eyvirat (24170)                      | 62. Festalemps (24178)                   | 63. Fossemagne (24188)                 | 64. Fouleix (24190)                         |
| 65. Gabillou (24192)                     | 66. Gout-Rossignol (24199)               | 67. Grand-Brassac (24200)              | 68. Granges-d'Ans (24202)                   |
| 69. Grignols (24205)                     | 70. Grun-Bordas (24208)                  | 71. Génis (24196)                      | 72. Hautefort (24210)                       |
| 73. Jaure (24213)                        | 74. La Boissière-d'Ans (24047)           | 75. La Chapelle-Gonaguet (24108)       | 76. La Chapelle-Grésignac (24109)           |
| 77. La Chapelle-Montabourlet (24110)     | 78. La Chapelle-Saint-Jean (24113)       | 79. La Douze (24156)                   | 80. La Jemaye (24216)                       |
| 81. La Roche-Chalais (24354)             | 82. La Tour-Blanche (24554)              | 83. Lacropte (24220)                   | 84. Le Change (24103)                       |
| 85. Le Pizou (24329)                     | 86. Ligueux (24239)                      | 87. Limeyrat (24241)                   | 88. Lisle (24243)                           |
| 89. Lusignac (24247)                     | 90. Léguillac-de-l'Auche (24236)         | 91. Manzac-sur-Vern (24251)            | 92. Marsac-sur-l'Isle (24256)               |
| 93. Marsaneix (24258)                    | 94. Mayac (24262)                        | 95. Mensignac (24266)                  | 96. Milhac-d'Auberoche (24270)              |
| 97. Montagnac-d'Auberoche (24284)        | 98. Montagrier (24286)                   | 99. Montpon-Ménestérol (24294)         | 100. Montrem (24295)                        |
| 101. Mussidan (24299)                    | 102. Ménesplet (24264)                   | 103. Nailhac (24302)                   | 104. Nanteuil-Auriac-de-Bourzac (24303)     |
| 105. Neuvic (24309)                      | 106. Notre-Dame-de-Sanilhac (24312)      | 107. Négrondes (24308)                 | 108. Parcoul (24316)                        |
| 109. Paussac-et-Saint-Vivien (24319)     | 110. Petit-Bersac (24323)                | 111. Ponteyraud (24333)                | 112. Preyssac-d'Excideuil (24339)           |
| 113. Puymangou (24343)                   | 114. Périgueux (24322)                   | 115. Razac-sur-l'Isle (24350)          | 116. Ribérac (24352)                        |
| 117. Saint-Amand-de-Vergt (24365)        | 118. Saint-André-de-Double (24367)       | 119. Saint-Antoine-Cumond (24368)      | 120. Saint-Antoine-d'Auberoche (24369)      |
| 121. Saint-Aquilin (24371)               | 122. Saint-Astier (24372)                | 123. Saint-Aulaye (24376)              | 124. Saint-Barthélemy-de-Bellegarde (24380) |
| 125. Saint-Crépin-d'Auberoche (24390)    | 126. Saint-Front-d'Alemps (24408)        | 127. Saint-Front-de-Pradoux (24409)    | 128. Saint-Germain-des-Prés (24417)         |
| 129. Saint-Germain-du-Salembre (24418)   | 130. Saint-Geyrac (24421)                | 131. Saint-Jean-d'Ataux (24424)        | 132. Saint-Jory-las-Bloux (24429)           |
| 133. Saint-Julien-de-Bourdeilles (24430) | 134. Saint-Just (24434)                  | 135. Saint-Laurent-des-Hommes (24436)  | 136. Saint-Laurent-sur-Manoire (24439)      |
| 137. Saint-Louis-en-l'Isle (24444)       | 138. Saint-Léon-sur-l'Isle (24442)       | 139. Saint-Maime-de-Péreyrol (24459)   | 140. Saint-Martial-Viveyrol (24452)         |
| 141. Saint-Martial-d'Albarède (24448)    | 142. Saint-Martial-d'Artenset (24449)    | 143. Saint-Martin-de-Ribérac (24455)   | 144. Saint-Martin-l'Astier (24457)          |
| 145. Saint-Mesmin (24464)                | 146. Saint-Michel-de-Double (24465)      | 147. Saint-Michel-de-Villadeix (24468) | 148. Saint-Méard-de-Drône (24460)           |
| 149. Saint-Médard-d'Excideuil (24463)    | 150. Saint-Médard-de-Mussidan (24462)    | 151. Saint-Pantaly-d'Ans (24475)       | 152. Saint-Pantaly-d'Excideuil (24476)      |
| 153. Saint-Pardoux-de-Drône (24477)      | 154. Saint-Paul-Lizonne (24482)          | 155. Saint-Paul-de-Serre (24480)       | 156. Saint-Pierre-de-Chignac (24484)        |
| 157. Saint-Privat-des-Prés (24490)       | 158. Saint-Raphaël (24493)               | 159. Saint-Sauveur-Lalande (24500)     | 160. Saint-Sulpice-de-Roumagnac (24504)     |
| 161. Saint-Séverin-d'Estissac (24502)    | 162. Saint-Victor (24508)                | 163. Saint-Vincent-Jalmoutiers (24511) | 164. Saint-Vincent-de-Connezac (24509)      |
| 165. Saint-Vincent-sur-l'Isle (24513)    | 166. Saint-Étienne-de-Puycorbier (24399) | 167. Sainte-Eulalie-d'Ans (24401)      | 168. Sainte-Marie-de-Chignac (24447)        |
| 169. Sainte-Orse (24473)                 | 170. Sainte-Trie (24507)                 | 171. Salagnac (24515)                  | 172. Salon (24518)                          |
| 173. Sarliac-sur-l'Isle (24521)          | 174. Savignac-les-Églises (24527)        | 175. Segonzac (24529)                  | 176. Sencenac-Puy-de-Fourches (24530)       |
| 177. Servanches (24533)                  | 178. Siorac-de-Ribérac (24537)           | 179. Sorges (24540)                    | 180. Sourzac (24543)                        |
| 181. Teillots (24545)                    | 182. Temple-Laguyon (24546)              | 183. Thenon (24550)                    | 184. Tocane-Saint-Apre (24553)              |
| 185. Tourtoirac (24555)                  | 186. Trélissac (24557)                   | 187. Valeuil (24561)                   | 188. Vallereuil (24562)                     |
| 189. Vanxains (24564)                    | 190. Vendoire (24569)                    | 191. Vergt (24571)                     | 192. Verteillac (24573)                     |
| 193. Veyrines-de-Vergt (24576)           | 194. Villetoureix (24586)                | 195. Échourgnac (24159)                | 196. Église-Neuve-de-Vergt (24160)          |